# Itaguajé
Itaguajé este un oraș în Paraná (PR), Brazilia.